# Marcel Kars
Marcel Kars (Toronto, 20 maggio 1977) è un hockeista su ghiaccio canadese naturalizzato olandese.

## Carriera
Nato e cresciuto a Toronto da genitori immigrati dai Paesi Bassi, dopo la trafila delle giovanili e dei campionati universitari (disputati con la maglia dei Guelph Gryphons nel campionato CIAU), si è trasferito in Europa fin dal 2002.
Ha perlopiù giocato nella Eredivisie, per quasi tutta la sua carriera, vestendo la maglia di Amstel Tijgers (dal 2002 al 2006, poi di nuovo dal 2007 alla prima parte della stagione 2009-2010), Tilburg Trappers (per il resto della stagione 2009-2010), Zoetermeer Panthers (nella prima parte della stagione 2010-2011), HYS The Hague (nella seconda parte della stagione 2010-2011), Eindhoven Kemphanen (2011-2012) e Amsterdam G's (2012-2013). Dopo l'esperienza con gli Amsterdam G's rimase fermo una stagione, per tornare poi nella Eredivisie con la maglia dei Friesland Flyers. Complessivamente ha vinto per quattro volte il campionato (tre consecutivi dal 2002-2003 al 2004-2005 con l'Amstel Tijgers, ed una con l'HYS The Hague nel 2010-2011) e per tre la Coppa nazionale (tutte con l'Amstel Tijgers, negli stessi anni degli scudetti). Nella stagione 2015-2016 è tornato a vestire la maglia della squadra de L'Aia, divenuta nel frattempo Hijs Hokij Den Haag, per disputare la neonata BeNe League. Nelle stagioni successive ha continuato a militare in BeNe League con Amstel Tijgers e Njemingen Devils.
Le uniche esperienze lontano dai Paesi Bassi sono state la stagione 2006-2007 (giocata nella Serie A2 italiana con l'HC Future Bolzano), l'ultima parte della stagione 2007-2008 (giocata nella terza serie tedesca con il Deggendorfer SC) e - nell'estate del 2006 - un'esperienza nel campionato australiano con i Newcastle North Stars, con cui - oltre a vincere il titolo - si laureò miglior marcatore sia della stagione regolare che dei play-off.
Fin dal 2005 è entrato nel giro della nazionale olandese, con cui ha disputato 7 edizioni del campionato mondiale di prima divisione, un'edizione del mondiale di prima divisione gruppo B e quattro tornei di qualificazione olimpica.

## Palmarès

### Club
- Eredivisie: 4

Amstel: 2002-2003, 2003-2004, 2004-2005
Den Haag: 2010-2011
- Coppa d'Olanda: 3

Amstel: 2002-2003, 2003-2004, 2004-2005